# 平口突吻魚
平口突吻魚（学名：Varicorhinus platystomus）为輻鰭魚綱鯉形目鲤科的其中一種，被IUCN列為極危保育類動物，分布於非洲盧安達及坦干依喀湖附近河流，體長可達21公分，可做為食用魚。

## 扩展阅读
維基物種上的相關：平口突吻魚